# 1747 en arts plastiques
| Années des arts plastiques : 1744 - 1745 - 1746 - 1747 - 1748 - 1749 - 1750    |
| Décennies des arts plastiques : 1710 - 1720 - 1730 - 1740 - 1750 - 1760 - 1770 |

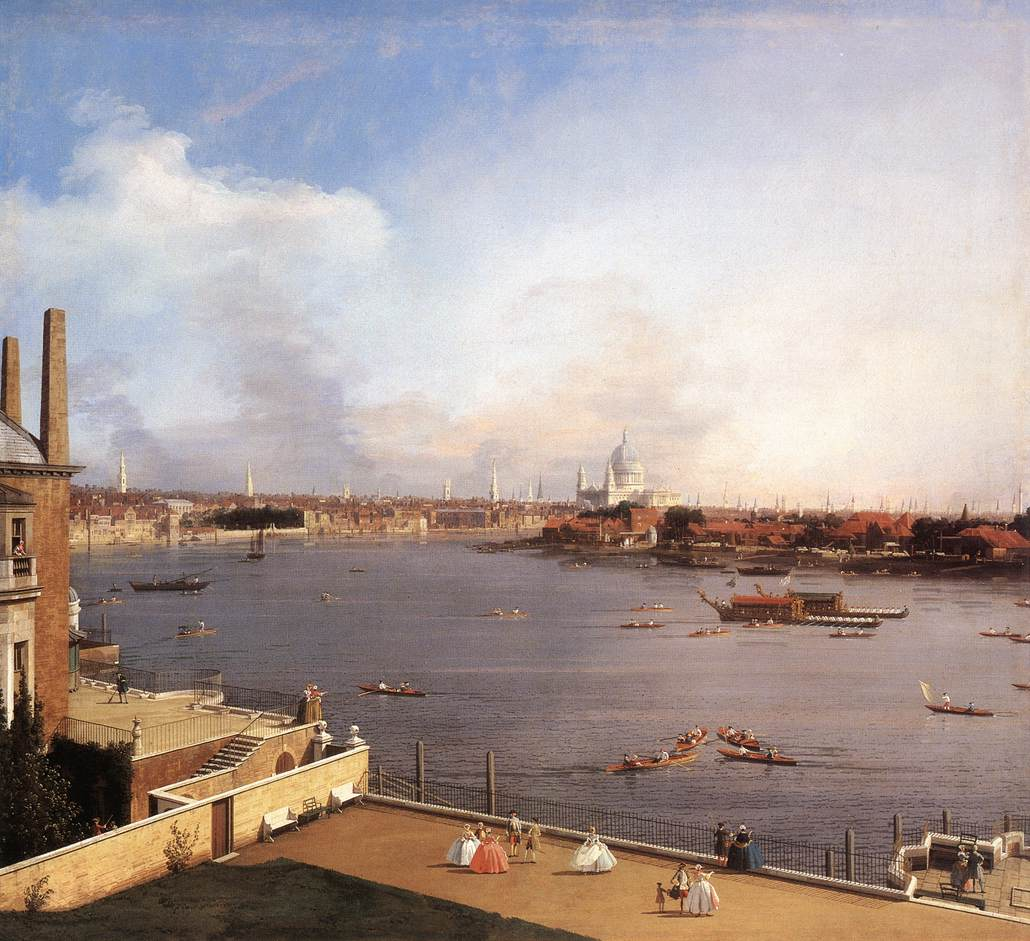
La Tamise et la city de Londres vue de Richmond House, toile de Canaletto.

Cette page concerne l'année 1747 en arts plastiques.

## Naissances
- 4 janvier : Dominique Vivant Denon, graveur, écrivain, diplomate et administrateur français († 27 avril 1825),
- 23 avril : Alexandre-Auguste Robineau, peintre et musicien français († 13 janvier 1828),
- 12 juin: Genki, peintre japonais († 1797),
- 4 juillet : Remi-Fursy Descarsin, peintre français († 14 novembre 1793),
- 22 novembre : François Robert Ingouf, graveur français (décès 17 juin 1812),
- 2 décembre : Giuseppe Quaglio, peintre et scénographe italien (23 janvier 1828),
- 7 décembre : Joseph-Marie Flouest, peintre et sculpteur français († 25 mai 1833).

## Décès
- 26 janvier : Willem van Mieris, peintre hollandais (° 3 juin 1662),
- 9 février : Antonio Paglia, peintre italien (° 1680),
- 5 avril :  Francesco Solimena, peintre d'histoire et de sujets religieux et architecte italien de l'école napolitaine de la période baroque (° 4 octobre 1657),
- 14 avril : Balthasar Denner, peintre allemand (° 15 novembre 1685),
- 4 juin : Claude Charles, peintre français (° 1661),
- 16 juillet : Giuseppe Maria Crespi, peintre italien (° 14 mars 1665).